# Гаупттрупфюрер

Петлиця гаупттрупфюрера СА. Тюрингія

СС-Гаупттрупфю́рер (нім. SS-Haupttruppführer) — військове звання в СА (нім. Sturmabteilung), яке існувало з 1930 по 1945. Це звання умовно було еквівалентно званню старшого сержанта у Вермахті.
Військове звання СА-Гаупттрупфюрер було створене з огляду та те, що виникла необхідність керівництва структурними підрозділами СА (нім. Sturmabteilung), які очолювали штурмовики в званні СА-Трупфюрер, які були в Фрайкорі із самого моменту його заснування. Ранг СА-Гаупттрупфюрер розглядався як старший чин над унтер-офіцерським складом у напіввійськовими формуваннями, які існували в системі СА, і вважався найстаршим чином унтер-офіцера перед офіцерським званням СА-Штурмфюрер. В полках СА, відомих як «штандарти» (нім. Standarten) СА-Гаупттрупфюрер, як правило, призначався керівником усього сержантського та рядового складу частини.
Спочатку це звання також існувало і в СС (нім. Schutzstaffel) в період з 1930 по 1934. Але вже у 1932 звання СС-Гаупттрупфюрер було скасовано та залишалося лише в підрозділах SS-Verfügungstruppe, попередника організації Ваффен-СС. З 1934 року звання СС-Гаупттрупфюрера було остаточно скасоване й перетворене на військове звання СС-Штурмшарфюрер.